# Mala Zimetbaum
Mala Zimetbaum   (Brzesko, 26 de gener de 1918 - Auschwitz, 15 de setembre de 1944) també coneguda com Malka Zimetbaum, va ser una dona belga d'origen polonès d'ascendència jueva, coneguda per la seva fugida del camp de concentració d'Auschwitz-Birkenau.
També es recorda pels seus actes de salvament a favor d'altres presoners durant la seva captivitat a Auschwitz i per la resistència que va mostrar a la seva execució després de ser capturada de nou, quan va intentar suïcidar-se abans que els guàrdies poguessin executar-la. Va ser la primera dona que va escapar d'Auschwitz.

## Joventut i deportació
Mala Zimetbaum va néixer a Brzesko (Polònia), el 1918, la més jove de cinc fills de Pinhas i Chaya Zimetbaum. Als deu anys d'edat, el 1928, es va traslladar amb la seva família a Anvers (Bèlgica). A l'escola de petita, destacava en matemàtiques i dominava diversos idiomes. Va deixar l'escola per treballar en una fàbrica de diamants després que el seu pare quedés cec.
Als 24 anys d'edat, va ser capturada pels alemanys el 22 de juliol de 1942 o arrestada durant la tercera incursió d'Anvers de l'11 al 12 de setembre de 1942. Va ser enviada per primera vegada al sammellager (campament de recollida) de la Caserna de Dossin al camp de trànsit de Mechelen. Aleshores, el 15 de setembre de 1942 va ser embarcada a bord del Transport 10 (belga) amb destinació al camp de concentració d'Auschwitz, on va arribar dos dies després. Després de la Selektion inicial, va ser enviada al camp femení de Birkenau.

## Vida al camp de concentració
Zimetbaum va passar gairebé dos anys a Auschwitz-Birkenau com a reclusa del camp número 19880. A causa de la seva competència en idiomes: neerlandès, francès, alemany, italià, anglès i polonès, se li va assignar feina com a intèrpret i missatgera. Altres fonts afirmen que també parlava el ídix. En el seu llibre The Drowned and the Saved, el supervivent d'Auschwitz Primo Levi va dir: «A Birkenau va fer d'intèrpret i missatgera i, com a tal, va gaudir d'una certa llibertat de moviment».
Tot i que tenia una posició relativament privilegiada, Zimetbaum va tenir un paper actiu a la clandestinitat del camp i es va dedicar a ajudar altres reclusos. Levi va dir que Zimetbaum «era generosa i valenta; havia ajudat molts dels seus companys i era estimada per tots». Va intervenir perquè els presos fossin enviats a un treball més fàcil quan se sospitava que no eren aptes per a un treball més dur. També va advertir els presos de les properes seleccions a la infermeria, animant-los a marxar per salvar les seves vides. Va treure les fotografies que els familiars dels reclusos havien enviat, fora dels expedients i als reclusos, ja que no tenien permís per tenir-les al camp. Zimetbaum també va aconseguir menjar i medicaments per a les persones necessitades.
Zimetbaum tenia un amant polonès no jueu a Auschwitz, Edward «Edek» Galiński. Va néixer el 5 d'octubre de 1923. Va ser un dels primers reclusos a Auschwitz, després de ser enviat el juny de 1940 des de la presó de Tarnów com a pres polític. A Auschwitz va rebre un número de presoner del camp molt baix, el número 531.

## Escapada fallida d'Auschwitz-Birkenau
Galiński inicialment planejava escapar del campament amb el seu amic Wieslaw Kielar, un supervivent d'Auschwitz i autor del llibre autobiogràfic Anus Mundi: 5 Years in Auschwitz. Galinski havia treballat com a mecànic abans de ser empresonat, feina que el va portar a contactar amb civils que treballaven al camp i amb la presó de dones on va conèixer Zimetbaum. El pla va fracassar quan Kielar va perdre uns pantalons d'uniforme de guàrdia de les SS necessaris com a disfressa per a la seva fugida. Galiński va dir al seu amic que s'escaparia amb Zimetbaum i que després trobaria la manera de tornar l'uniforme a Kielar per a la seva fugida posterior.
Levi va dir: «L'estiu de 1944 [Zimetbaum] va decidir escapar amb Edek, un presoner polític polonès. No només volia reconquerir la seva pròpia llibertat, sinó que també planejava documentar la massacre diària de Birkenau». Zimetbaum volia escapar per poder informar els aliats del que estava passant a Auschwitz i així salvar vides. Segons algunes fonts, va ser la cap d'un grup de resistència. La fugida estava prevista per al dissabte 24 de juny de 1944, quan la guàrdia seria més lleugera a causa del cap de setmana. En la data prevista, la parella va aconseguir escapar a un poble proper. Galiński es va posar un uniforme de les SS obtingut d'Edward Lubusch; Zimetbaum va obtenir un carnet de les SS en blanc i es va vestir com un presoner que es va portar a treballar. Van ser capturats després de dues setmanes, el 6 de juliol de 1944, a les muntanyes de Żywiec Beskids a la frontera amb Eslovàquia. Galiński s'havia amagat a prop mentre en Zimetbaum va entrar a una botiga per intentar comprar una mica de pa amb or que ella i Galiński havien robat del camp. Una patrulla fronterera alemanya que passava es va desconfiar i va arrestar Zimetbaum. Galiński, observant des de la distància com Zimetbaum era arrestada, es va lliurar a la patrulla alemanya perquè havien promès que no es separarien.
Zimetbaum i Galiński van ser portats al Bloc 11 del camp principal d'Auschwitz, una caserna de càstig coneguda com «el búnquer», on van ser col·locats en cel·les separades. Finalment, Galiński va ser posat en una cel·la grupal amb un altre home. Galiński va ratllar el seu nom i el de Zimetbaum i els números de presoner de camp a la paret de la cel·la. Un simpàtic guàrdia els va passar notes per un forat de la paret entre la cel·la on estaven i una de buida. De vegades, Galiński i Zimetbaum xiulaven l'un a l'altre pel passadís. Quan sortia fora per fer exercici, Galiński es posava a prop de la finestra que pensava que era la finestra de la cel·la de Zimetbaum i cantava una ària italiana.

## La seva execució

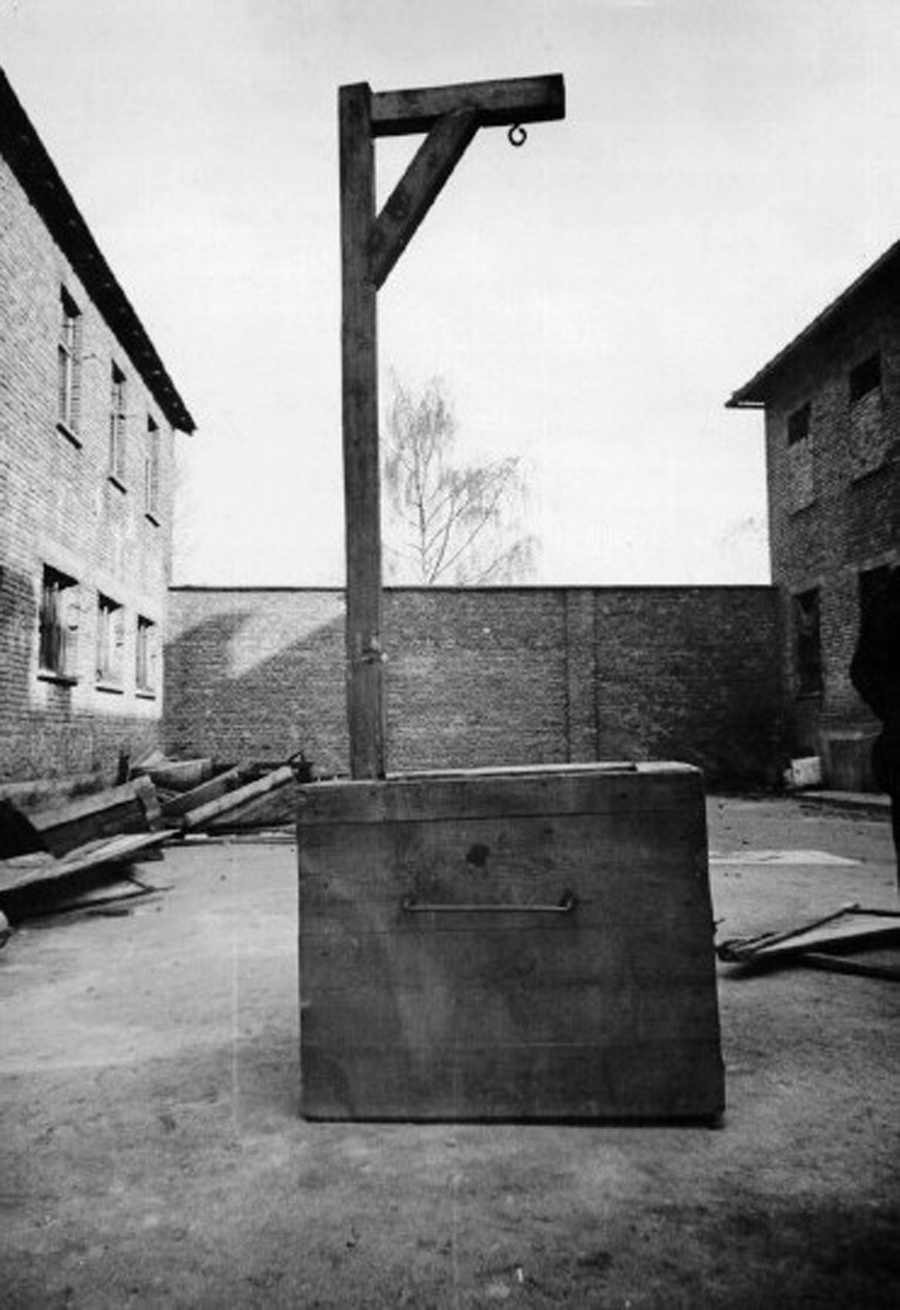
Forca mòbil utilitzada en execucions públiques als blocks d'Auschwitz.

Galiński i Zimetbaum van ser traslladats a Birkenau el 15 de setembre de 1944. Al mateix temps, els van treure per penjar-los en una execució pública, als camps d'homes i de dones respectivament.
Galiński va saltar amb la corda al coll abans de llegir el veredicte, però els guàrdies el van tornar a posar a la plataforma. Aleshores, Galiński va cridar alguna cosa semblant a «Visca Polònia!» Una persona va dir a tots els altres presoners que es traguessin el barret com a respecte a Galiński i tots ho van fer.
Mentrestant, Levi i la supervivent d'Auschwitz, Raya Kagan, van informar que Zimetbaum havia agafat una fulla d'afaitar i, al peu de la forca, es va tallar l'artèria d'un dels seus canells. Les descripcions dels fets varien pel que va passar després. Algunes persones van informar que va dir que aviat serien alliberats. Altres encara van afirmar que va cridar als presoners reunits que es revoltessin, que valia la pena arriscar la seva vida i que si morien intentant-ho era millor que la situació en què es trobaven ara al camp. Levi va dir que un guàrdia de les SS va intentar arrabassar-li la fulla d'afaitar. Levi i Kagan van ser testimonis que Zimetbaum va donar una bufetada a la cara del guàrdia amb la seva mà ensangonada. Kagan va informar que Zimetbaum va cridar al guàrdia: «Moriré com a heroïna, però tu moriràs com un gos!».Levi va dir: «Enfurismats, de seguida van venir corrents altres guàrdies: una presonera, una jueva, una dona, s'havia atrevit a desafiar-los!». Altres van informar que la guàrdia de les SS li va agafar el braç i el va trencar. Llavors el personal del campament va saltar sobre ella, tirant-la a terra i li va tancar la boca amb cinta adhesiva.
Una oficial de les SS anomenada Maria Mandl va dir que havia arribat una ordre de Berlín de cremar Zimetbaum viva al crematori. La van posar en un carretó i van seleccionar diversos presoners del davant del grup de curiosos per portar-la a la infermeria del camp proper. Zimetbaum va dir feblement als presoners reunits: «El dia del Judici és a prop». De camí cap al crematori, Zimetbaum va dir a les dones que tiraven del carretó on anava que sabia que podria haver sobreviscut, però que va decidir no fer-ho perquè volia seguir allò en què creia.
Els relats de la seva mort difereixen, ja que Zimetbaum va ser traslladada a l'hospital del camp per aturar l'hemorràgia. Levi i altres testimonis van dir que va morir mentre estava al carretó. Altres van informar que un guàrdia es va apiadar d'ella i li va disparar a l'entrada del crematori. Altres encara van observar que tenia verí i se'l van prendre abans de morir cremada viva. Els presoners obligats a incinerar els cadàvers havien estat informats de l'arribada de Zimetbaum i van fer preparatius especials. Van resar i plorar mentre cremaven les seves restes. Els presoners que havien estirat el carretó van tornar després a la caserna i van explicar als altres presoners el que havien presenciat.
Malgrat les diferències entre les versions del que va passar a les execucions públiques, tots els testimonis i autobiografies de primera mà estaven units en la seva descripció de Zimetbaum com una dona jueva valenta que es va mantenir sense inclinar-se per la vida del camp i va ajudar altres presoners.

## Testimonis dels fets
Els primers relats gravats de la història de Mala Zimetbaum es poden trobar en dues entrevistes d'àudio recollides pel psicòleg letó-estatunidenc David P. Boder, que va gravar més d'un centenar de testimonis de supervivents de l'Holocaust el 1946. El 7 d'agost de 1946, Boder va entrevistar als supervivents Edith Serras i Henja. Frydman en un campament de persones desplaçades a París, i tots dos van explicar de manera independent a Boder sobre les accions de la dona que només coneixien com a Mala de Bèlgica. Frydman va acreditar que Zimetbaum li va salvar la vida esborrant el seu número de tatuatge d'una llista d'execucions, i Serras va recordar que Zimetbaum va salvar moltes altres dones esborrant els seus números de les llistes de condemnades i organitzant menjar addicional per a elles.
Més tard, la informació sobre Zimetbaum es va posar a disposició del públic més ampli en el testimoni oficial de Kagan, lliurat el 8 de juny de 1961 durant la sessió 70 del judici d'Adolf Eichmann a Jerusalem.
Després de la Segona Guerra Mundial, es coneix poc dels membres supervivents de la família Zimetbaum Hartman. Els germans de Zimetbaum, Gitla, Marjem i Salomon Rubin, van sobreviure a l'Holocaust nazi. També se sap que Gitla va emigrar i va morir a Guayaquil (Equador), i que els seus descendents directes són tots conscients del llegat de Zimetbaum.

## En la cultura popular

### Mala, La música del vent
El gener de 2002, es va estrenar al teatre Pallas d'Atenes (Grècia), un musical basat en la vida de Zimetbaum, titulat Mala, La música del vent, protagonitzat per la cantant pop grega Anna Vissi. Va ser escrit per Nikos Karvelas. Un senzill i la banda sonora completa de 27 cançons es van publicar més tard en CD.

### L'última etapa
L'última etapa (en polonès, Ostatni etap) és un llargmetratge polonès de 1948 ambientat al camp de concentració d'Auschwitz, dirigit i coescrit per Wanda Jakubowska. El personatge principal, Marta Weiss, es basa en la història real de Mala Zimetbaum. Setanta-dos anys després de ser mostrat per primera vegada a Polònia, es va projectar com a part dels esdeveniments israelians de Zoom polonès, un projecte de l'Institut Polonès de Tel-Aviv i l'Institut Adam Mickiewicz de Polònia. El 2019 es va publicar una ressenya de la pel·lícula al diari Haaretz.